# Bernie Bonvoisin
Pour les articles homonymes, voir Bonvoisin.

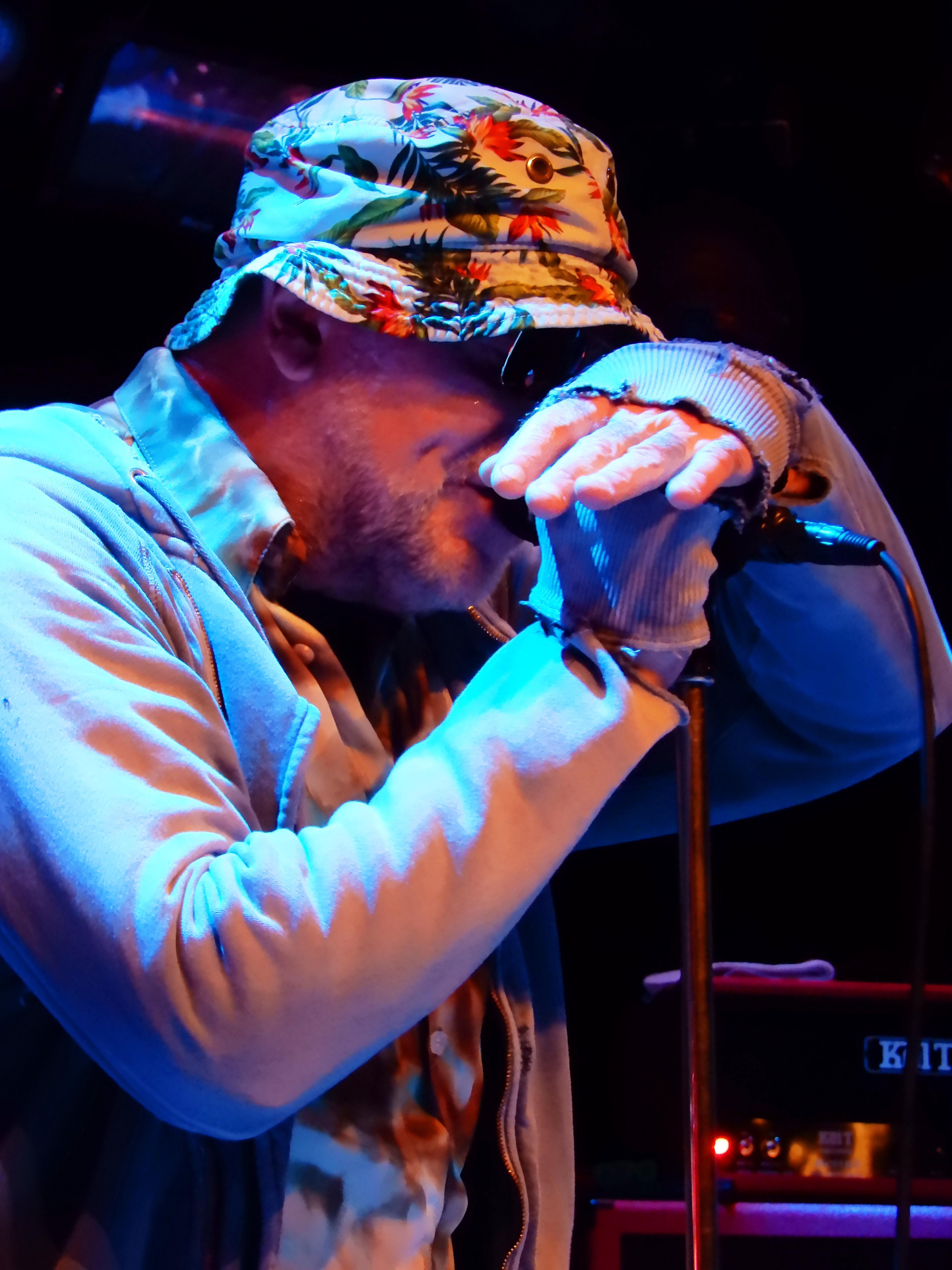
Bernie Bonvoisin à Rennes le samedi 26 novembre 2022.

Bernard « Bernie » Bonvoisin, né le 9 juillet 1956 à Nanterre, est un chanteur français, également acteur, écrivain, scénariste et  réalisateur. Il a commencé sa carrière en tant que batteur au sein du groupe Daffy Dog Band (1976) puis comme chanteur du groupe Trust (1977).

## Biographie
Bernie Bonvoisin se fait connaître en tant que chanteur et auteur du groupe de hard rock français Trust. Les paroles écrites par Bernie Bonvoisin sont marquées par une certaine agressivité, un rejet des mentalités bourgeoises et de la répression. Certains textes rejoignent les critiques libertaires en dénonçant les dérives de la démocratie (La grande illusion) et les travers du système capitaliste qui écrase les travailleurs (Le sauvage), l'extrême droite (La junte) ou encore la violence du communisme soviétique (Les brutes), les sectes (Les sectes) et d'une manière générale tous les travers liberticides de notre société. Ces textes sont parfois marqués par une certaine provocation sexuelle (Le matteur).
En juin 1979, le titre Darquier s'attaque au journaliste d'extrême droite Louis Darquier de Pellepoix (qui meurt 14 mois après la sortie du disque), ouvertement antisémite et collaborateur des occupants nazis pendant la Seconde Guerre mondiale et, à travers lui, à ceux qui ont fait le même choix sans être inquiétés jusqu'à leur mort. Malgré l'importance du sujet, Darquier ne sortit que comme face B du 45 tours Le matteur (parfois en « version expurgée »). Cette chanson ne reverra le jour qu'en 1992 sur l'album Live.
Un autre titre franchement politique, Monsieur Comédie, dénonce l'aide et l'asile politique fournis par les autorités françaises à Rouhollah Khomeini, hébergé avec son entourage à Neauphle-le-Château entre 1978 et février 1979 (asile que l'Ayatollah n'avait apparemment pas demandé : il ne disposait que d'un visa de tourisme), alors qu'il préparait sa conception de la Révolution iranienne, commencée par d'autres, avec d'autres idées. Son retour en Iran fera bientôt de lui un grand « tortionnaire » et le Guide suprême de la République islamique, après avoir confisqué la Révolution iranienne et institué un régime de terreur.
Misère dénonce la politique réactionnaire et anti-sociale de Margaret Thatcher en Grande-Bretagne et en Irlande du Nord à partir de 1979.
Les paroles de Bernie sont protestataires et contestataires et donnent un air de révolte à toute une génération écrasée par le pouvoir politique de l'époque[réf. nécessaire] (Antisocial). Par exemple, Trust a évoqué plusieurs fois le cas de Jacques Mesrine, le décrivant comme un homme rejeté par le système, le milieu de l'époque et par la société répressive, tout en dénonçant les conditions de détention dans les prisons françaises et l'esprit d'un système dans lequel tout est fait pour écarter « celui qui ne marche pas dans le rang », en mettant en chanson un texte écrit par Mesrine lui-même, Le Mitard.
Il appelle cependant, lors des campagnes précédant l'élection présidentielle de 2007, à un vote majoritaire en faveur de Ségolène Royal, candidate du Parti socialiste, essentiellement pour empêcher l'élection de Nicolas Sarkozy, tranchant ainsi avec ses propos passés, sans concession.
Le style de chant de Bernie Bonvoisin est plutôt crié à la façon punk, dont il est l'un des pionniers en France ; d'ailleurs Trust est défini comme un groupe de hard rock avec un chanteur à l'idéologie punk, mais il est plus proche du blues rock et, en même temps, un grand amateur d'AC/DC. Il a une relation d'amitié avec Bon Scott, le chanteur de AC/DC, à qui il dédie un morceau de blues après sa mort accidentelle le 19 février 1980 durant une tournée commune (Ton dernier acte). Les deux musiciens sont parfois comparés par la presse anglophone comme alter ego l'un de l'autre. La chanson d'AC/DC Ride on, qui figure originellement sur le 33 tours de 1976 Dirty Deeds Done Dirt Cheap, a été enregistrée par Trust pour l'album du même nom.
Son troisième album solo, Étreinte dangereuse, sorti en 1993, rencontre peu de succès. Johel Bernard, qui produit l'album (enregistré à West Orange, dans le New Jersey), y perd 5 millions de francs[réf. nécessaire].
En 2006, il compose un album avec Moho Chemlakh, ancien guitariste de Trust, sous le nom de Kollectif AK47. Cette rencontre qui aurait pu marquer son retour à la chanson a finalement tourné court, alors qu'une tournée de 7 dates était prévue en France. À la surprise générale et malgré les critiques qui fusèrent à partir de 1983 reprochant à l'auteur et au groupe de perdre de leur verve et de s'assagir, Trust se reforme pour un concert unique et un album enregistré en public. La magie opère de nouveau et le bulldozer reprend la route. Mais l'engouement est vite terni par le soupçon de visée purement commerciale de Sony Music Entertainment, du fait de la sortie la même année des albums Live de Trust et Live d'AC/DC (ce que les membres des deux groupes ont démenti).
L'année 2010 voit le retour de Bernie Bonvoisin dans l'actualité avec la sortie d'un nouveau livre, Le bel enfer, ainsi que d'un album solo, Organic, qui donne lieu à une tournée des clubs en mars et avril. En 2012, on peut toujours considérer Bernie Bonvoisin comme un personnage culte de la scène underground française, car peu connu du grand public. Son œuvre, au fil du temps a évolué de la révolte libertaire vers la philosophie et la poésie.
En 2013, il reprend la route pour une tournée avec le Kollektif AK-47 Bernie Bonvoisin, composé de trois autres membres de Trust (Izio Diop, Farid Medjane, Yves Brusco dit Vivi) et que vient compléter Patrick Loiseau. Bernie Bonvoisin partageant les droits d'utilisation du nom Trust avec Norbert Krief, la tournée se fait sous le nom de Kollektif AK-47.

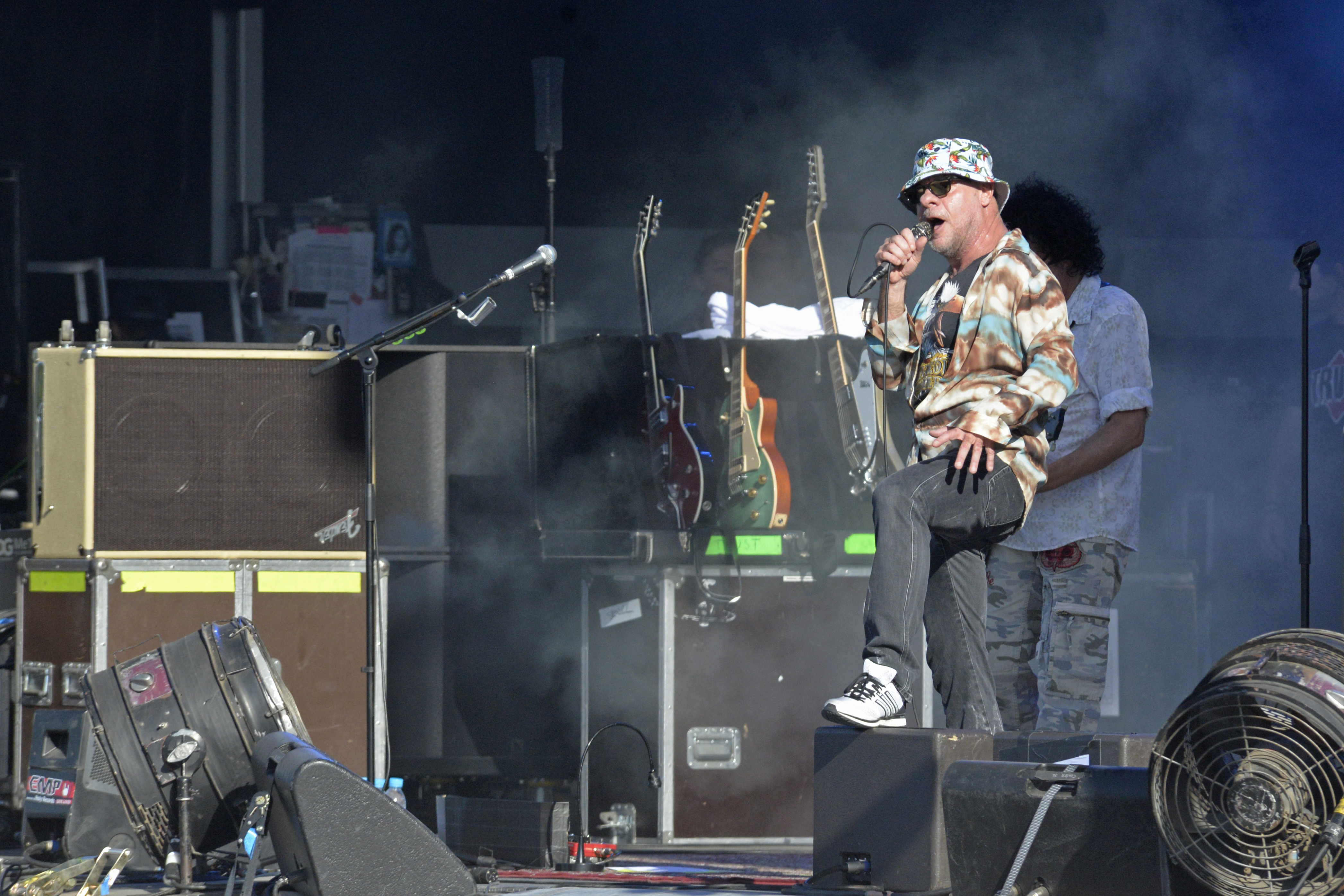
Bernie Bonvoisin au Hellfest 2017.

En 2018, il publie La danse du chagrin, un livre témoignage sur le sort des enfants dans les camps syriens du Liban et le « charity business » de certaines ONG sur place.

## Cinéma
Après l'échec de son album Étreinte dangereuse, il commence une carrière d'auteur et de réalisateur avec le film Les Démons de Jésus, tragi-comédie de mœurs dans les milieux sous-prolétariens de la banlieue ouest de Paris à la veille de Mai 68. Le film sort en 1997.
Deux ans plus tard, il enchaîne avec la même équipe Les Grandes Bouches, satire du milieu.
Son troisième long-métrage, Blanche (2002), est une comédie historique qui ne récolte pas le succès escompté. Il déclare en 2017, que Luc Besson aurait fait de nombreuses coupes dans le montage définitif, ce qui a dénaturé les dialogues du film,
Le style cinématographique de Bernie Bonvoisin est marqué par ses dialogues décapants dans la veine de Michel Audiard et une bande-son rock.

## Politique
En avril 2007, avant les élections présidentielles, la presse a interprété le soutien de Bernie au franc-parler de François Bayrou (qui dénonçait particulièrement l'emprise du candidat Sarkozy sur les médias) comme un soutien au candidat du MoDem. Il n'en était rien et Bernie a tenté de s'en expliquer plus tard, avec toutefois peu d'écho dans les médias. Il déclarera par la suite et à plusieurs reprises lors de la campagne que, issu d'une famille ouvrière, ses positions étaient naturellement à gauche et qu'il soutenait Ségolène Royal. Il a d'ailleurs fait plusieurs chansons dénonçant les dérives de la droite populiste et en particulier du sarkozysme qui, selon lui, cause tant de dégâts au tissu social français.
En septembre 2008, il affiche de nouveau son soutien à Ségolène Royal en jouant au Zénith de Paris en ouverture de l'un de ses meetings. Mais sur l’antenne de France Inter, le 8 juillet 2009, il lâche : « la gauche c’est la néantissitude, la machine à rien ».
Le 20 mars 2018, il annonce cependant dans les Grandes Gueules sur RMC avoir voté pour Jean-Luc Mélenchon au premier tour de l'élection présidentielle de 2017 et s'être abstenu au second tour.

## Discographie
- Totalité de l'œuvre de Trust
- Albums solo :
  - 1986 : Couleur Passion
  - 1990 : En avoir ou pas
  - 1993 : Étreinte dangereuse
  - 2010 : Organic
  - 2023 : Amo et Odi[7]

## Filmographie

### En tant qu'acteur
- 1987 : Aria produit par  Don Boyd
- 1989 : Rendez-vous au tas de sable de Didier Grousset (voix)
- 1989 : Hiver 54, l'abbé Pierre de Denis Amar
- 1991 : Le gang des tractions Série TV en 6 épisodes de Josée Dayan et François Rossini
- 1992 : Nestor Burma, épisode 3 "Corrida aux Champs-Élysées" de la saison 1 (TV)
- 1994 : Julie Lescaut (TV), épisode 5 saison 3, Ruptures de Josée Dayan : Gardien Camping
- 1995 : La Haine de Mathieu Kassovitz
- 1997 : Les Démons de Jésus de Bernie Bonvoisin
- 2000 : Old School de Karim Abbou et Kader Ayd
- 2005 : Janis et John de Samuel Benchetrit
- 2008 : Coluche, l'histoire d'un mec d'Antoine de Caunes
- 2013 : Punk de Jean-Stéphane Sauvaire (téléfilm)
- 2013 : Woman With No Name de Fabio Soares avec Laura Satana
- 2014 : L'Autostoppeur de Boris Vian de Julien Paolini
- 2016 : L'Invitation de Michaël Cohen
- 2017 : Laissez bronzer les cadavres de Hélène Cattet et Bruno Forzani
- 2023 : Capitaine Marleau : L'Ami français : Valera

### En tant que réalisateur
- 1997 : Les Démons de Jésus
- 1998 : Les Grandes Bouches
- 2002 : Blanche
- 2011 : Les Huns

## Émissions de télévision
- 2016 : Carte blanche - Syrie, les enfants de la guerre pour Envoyé spécial (émission diffusée le 23 juin 2016), documentaire coréalisé avec Pedro Brito Da Fonseca (version courte)
- 2016 : Paroles d'enfants syriens, la misère entre deux jardins[8], documentaire diffusé le 28 novembre 2016 sur LCP, coréalisé avec Pedro Brito Da Fonseca (version longue)
- 2021 : Mort sociale, jeunesse de France, diffusé sur La Chaine Parlementaire (LCP)

### Hommages
- La salle des fêtes de la commune de Vandœuvre-lès-Nancy porte le nom de Bernie Bonvoisin[9].

## Publications
- 2003 : Vous êtes faite de peines étranges, Flammarion (8 mai 2003),  (ISBN 2080685120), 62 pages
- 2006 : Chaque homme a la capacité d'être un bourreau… ou au moins son complice, Scali (18 mai 2006),  (ISBN 2350120538), 170 pages
- 2007 : Sirop d'la rue, Scali (10 mai 2007),  (ISBN 235012052X), 199 pages
- 2008 : Du pays des larmes au pays du sang, Stéphane Million Éditeur (8 octobre 2008),  (ISBN 2917702052), 128 pages
- 2010 : Le bel enfer, Stéphane Million Éditeur (21 janvier 2010),  (ISBN 2917702141), 196 pages
- 2018 : La danse du chagrin, Editions Don Quichotte (31 mai 2018),  (ISBN 9782359496673)[2]